# Кувар (књига)
Кувар или куварица је уобичајен назив за куварску књигу, односно књигу која садржи кулинарске рецепте. Куварске књиге могу бити опште, или специјализоване за одређену кухињу или категорију хране.
Рецепти у куварима су организовани на различите начине: према врсти јела (предјела, главно јело, десерт), главном састојку, техници кувања, абецедном, односно азбучном реду, региону или земљи итд. Они могу укључивати илустрације готових јела кораке у припреми, дискусије о техникама кувања, савете о кухињској опреми, састојцима, триковима и заменама, историјске и културолошке белешке и друго.
Куварске књиге могу писати појединачни аутори, који могу бити кувари, учитељи кувања или други аутори који се баве кулинарством. Може их писати и више аутора заједно, али аутори могу бити и анонимни. Могу бити упућени широкој публици (свакој особи која припрема храну), професионалним куварима, институционалним куварима или специјализованијој публици.
Неки кувари су дидактички, са детаљним рецептима намењеним почетницима или људима који уче да кувају одређена јела или кухиње. Други могу бити једноставни, помоћни који могу документовати састав јела или чак прецизне мере, али не и детаље технике припреме јела.

## Историја

### Античко доба
Нису све културе оставиле писане трагове о својим кулинарским праксама, али су неки примери ипак преживели. Међу њима су три акадске плоче из древне Месопотамије, које настале око 1700. године пре нове ере, велики фрагменти из дела старогрчког песника Архестрата, латинског писца Целија Апиција (Caelius Apicius), приређивача гастрономског приручника у десет књига О куварској вештини и неки текстови из времена династије Танг.
Најстарија збирка рецепата пронађена у Европи је Апицијево дело О куварској вештини, написана на латинском језику. Рана верзија је први пут састављена у 1. веку и често се приписује римском гурману Марку Гавију Апицију, мада савремени истраживачи овај податак доводе у сумњу. Прву праву књигу рецепата саставио је Целије Апиције. Верује се да је текст који данас познајемо састављен крајем 4. или почетком 5. века. Прво штампано издање потиче из 1483. године. Представља мешавину античке грчке и римске кухиње, са неколико детаља о припреми хране и кувању.
Скраћено издање под називом Apici Excerpta a Vinidario (Џепни Апиције) од Винидарија (Vinidarius)  састављено је у доба Каролинга, (у периоду између 7. и 10. века). Упркос томе што није настало у доба Старог Рима, представља последње представљање античке кухиње.

### Средњи век

#### Азија

##### Арапски кувари
Најстарији познати кувари на арапском језику су Ал-Варакова (Ibn Sayyar al-Warraq) збирка рецепата из раног 10. века и Ал-Багдадијева (Muhammad bin Hasan al-Baghdadi) из 13. века.

##### Индија
Санскритски текст Манасоласа (Manasollasa) из Индије потиче из 12. века и садржи рецепте вегетаријанске и невегетаријанске кухиње. Иако прва индијска књига која описује ферментисану храну, значајна је јер садржи рецепте из више кухиња заснованих на ферментацији житарица и брашна.

##### Кина
Кинеске књиге рецепата познате су још из династије Танг. Један од најстаријих сачуваних кувара на кинеском језику је Вуши Џонгкуилу (Wushi Zhongkuilu) из касног 13. века, непознатог аутора, познатог само под псеудонимом „Мадам Ву“ и Ху Сихуијево дело Важни принципи хране и пића (Yinshan Zhengyao), за које се верује да је настало 1330. године. Ху Сихуи, који је био дијететичар и терапеут Ајурбарибада-кана, представио је централноазијску кухињу наклоњену кинеском утицају, која се практиковала на двору Династије Јуан. Његови рецепти прилагођени су храни која се јела широм Монголског царства. Јуан Меј (Yuan Mei) је 1792. објавио дело Рецепти из баште задовољства, у ком критикује присвајање кинеске кухиње од стране Манџура.

##### Кореја
Санга јорок (Sanga Yorok) је најстарији до сада познати корејски кувар, који је 1459. године написао лекар Јеон Соон.
Еумсик димибанг (Eumsik dimibang), коју је око 1670. године написала Јанг Гие-хианг, најстарији је корејски кувар који је написала жена.

#### Европа
Прве књиге рецепата које су састављене у Европи после касне антике почеле су да се појављују у касном тринаестом веку. Сачувано је стотинак европских књига рецепата насталих пре проналаска штампе, неких само у деловима. Најранији прави средњовековни рецепти пронађени су у данском рукопису који датира око 1300. године, а који су копије старијих текстова који датирају из раног 13. века или можда раније.
Нисконемачки и високонемачки рукописи су међу најбројнијим. Међу њима су Књига добре хране (Daz buch von guter spise), написана око 1350. у Вирсбергу и Мајсторство у кухињи (Kuchenmeysterey), прва немачки штампани кувар, из 1485. Две француске колекције су вероватно најпознатије: Le Viandier, који је крајем 14. века саставио Гијом Тирел (Guillaume Tirel), главни кувар на француском двору и Париски домаћин (Le Menagier de Paris), књига за домаћинство коју је написао непознати Парижанин, припадник средње класе, крајем 14. века. Из кухиње (Du fait de cuisine) је још један средњовековниа француски кувар, написан 1420. године.
Из јужне Европе потиче валенсијска Књига Сент Совија (Llibre de Sent Soví) из 1324, каталонска Књига свих рецепата за јела (Llibre de totes maneres de potatges de menjar) и неколико италијанских збирки, међу којима се издваја венецијанска Књига за кувара (Libro per Cuoco), настала из средином 14. века, са 135 рецепата сврстаних по абецеди. Штампана књига Искрене жеље и вредности (De honesta voluptate et valetudine), објављена 1475. године, једна је од првих куварских књига заснованих на ренесансним идеалима. Иако представља колико кувар, толико серију моралних есеја, описана је као „антологија која је затворила књигу о средњовековној италијанској кухињи“.
Средњовековни енглески кувари укључују Форму карија (The Forme of Cury) и Корисна кухиња (Utilis Coquinario), обе написане у четрнаестом веку. Форма карија је кувар чији су аутори били кувари на двору Ричарда II. Корисна кухиња је слична куварска књига с краја 14. века, чији аутор није познат. Ова књига садржи најстарији забележени рецепт за равиоле, иако ово јело није настало у Енглеској.

### Савремено доба
Појавом штампарске машине, у 16. и 17. веку написане су бројне књиге о вођењу домаћинства и припреми хране. У Холандији и Енглеској расла је конкуренција међу племићким породицама ко ће организовати најраскошнији банкет. До 60-их година 17. века кување је напредовало у уметничку форму и добри кувари су били тражени. Многи од њих су објавили сопствене књиге у којима су детаљно описани њихови рецепти. Многе од ових књига су данас преведене и доступне су на интернету.

#### Америка
До 19. века, викторијанска преокупација поштовањем домаћинства довела је до појаве модерних кувара. Године 1796. објављен је први познати амерички кувар, под насловом Америчка кухиња (American Cookery), који је написала Амелија Сименс (Amelia Simmons). До тада су све куварске књиге штампане и коришћене у Тринаест колонија долазиле из Британије. Први савремени аутор кулинарских књига и састављач рецепата за домаћинство била је Елиза Ектон (Eliza Acton). Њена пионирска куварска књига, Модерне кухиње за приватне породице (Modern Cookery for Private Families) из 1845. године, била је усмерена на домаће читаоце, а не на професионалне куваре. Ово је била изузетно утицајна књига, која је успоставила формат за модерно писање о кулинарству. У овом кувару уведена је универзална пракса навођења састојака и предложено време кувања уз сваки рецепт. У Модерној кухињи Елизе Ектон је први пут дат рецепт за прокулице. Неки кувари сматрају Елизу Ектон најбољим писцем рецепата на енглеском језику. Модерна кухиња је дуго била у широкој употреби и објављивана је до 1914. године, а од недавно је доступна и као репринт издање.
Дело Елизе Ектон имало је значајан утицај на Изабелу Битон, која је објавила Књигу о управљању домаћинством госпође Битон (Mrs Beeton's Book of Household Management) у 24 тома, који су излазили једном месечно, у периоду између 1857. и 1861. године. Књига је била водич за вођење викторијанског домаћинства, са саветима о: моди, нези деце, сточарству, отровима, поступању са слугама, науци, религији и индустријализму. Иако се из наслова можда не види, највећи део садржаја чине куварски рецепти, тако да је књига популарна под насловом Кувар госпође Битон (Mrs Beeton's Cookbook). Већина рецепата била је илустрована гравурама у боји, и то је била прва књига која је приказала рецепте у формату који се и данас користи. Многи рецепти су преписана од ранијих аутора, укључујући и оне Елизе Ектон.
Године 1885. Мери Стјуарт Смит (Mary Stuart Smith) објавила је књигу Вирџинијски кувар (Virginia Cookery Book). Године 1896. америчка куварица Фани Фармер (Fannie Farmer; 1857–1915) објавила је Куварску књигу Бостонске школе кувања (The Boston Cooking-School Cook Book), која је садржала 1849 рецепата.
Први кошер кувар у Америци био је Јеврејска куварска књига Естер Леви, објављен 1871. у Филаделфији.

## Најзначајнији српски кувари
Прве куварске књиге на српском језику појавиле су се у другој половини 19. века и углавном су се преводиле са страних језика. Тек крајем 19. и почетком 20. века појављују се књиге са правим српским јелима. Сима Тројановић је 1896. године објавио Старинска српска јела и пића, а касније су се појавиле многе вредне куварске књиге које су углавном писале жене: Софија Мирковић, Вида Тотовић, Лепосава Гавриловић, Спасенија Пата Марковић, Александра Рустановић, док је једини мушки аутор у том периоду Душан Славић, који је 1929. године објавио књигуВелики учитељ кувања и народног здравља.
Појава књиге Мој кувар Спасеније Пате Марковић, чувеног Патиног кувара из 1939. и Великог народног кувара Александре Рустановић из 1940. означава златно доба српског куварског издаваштва.
Осим тога, велики број домаћица водио је своје личне белешке. Поједине бележнице рецепата достизале су обим једне књиге. Такав је лични кувар Еуфимије Илијевић, писан у Црепаји крајем 19. века.
- Србски кувар из 1885. године је прва штампана књига рецепата код Срба. Саставио ју је јеромонах Јеротеј Драгановић у манастиру Крушедол. Писан је на славјаносербском језику, а штампан је исте године у Новом Саду. Друго издање Драгановићевог кувара изашло је 1865. године у Београду.[38]
- Велики српски кувар је први кувар објављен на српском народном језику, ћирилицом. Саставила га је Катарина Поповић Миџина, а објављен је у Новом Саду 1878. године.[39]
- Патин кувар је кулинарска књига са 4000 испробаних кулинарских рецепата и различитих савета за вођење домаћинства. То је један од првих и вероватно најпознатији кулинарски приручник објављен у Србији. Објављен је 1939. године и остао је непревазиђен приручник за кулинарске вештине, дијететику, негу болесних, исхрану деце и старијих, за припремање окупљања и слава, као и ненаметљиви грађански бонтон за трпезом. Написала га је Спасенија Пата Марковић, једна од првих школованих домаћица и школованих жена уопште у Србији у првој половини 20. века.[40] На основу Патиног кувара издавачко предузеће Народна књига објавило је 1956. године Велики народни кувар који је до почетка 21. века доживео 24 издања,[41] а преведен је и на неколико светских језика.[42]
- Треба поменути и куваре архимандрита Онуфрија Хиландарца (Драгана Вранића).[43] Припремајући годинама монашку храну у складу с древним хиландарским рецептурама, отац Онуфрије је посвећено истраживао и разноврсност трпезе других монашких заједница на Светој Гори. Резултат тих истраживања је Светогорски кувар, са а више од 140 лако примењивих рецепата, илустрованих са више стотина фотографија и обогађен причама из историје Свете Горе и монашке свакодневице.[44] Друга његова књига је Посни кувар с правилима поста, збирка рецепата за посна јела прикупљаних како по српским манастирима тако и оних прикупљених широм света. Уз сваки рецепт наведена је и отачка поука о посту, што представља својеврсну специфичност овог издања.[45]

Осим штампаних кувара, хиљаде домаћица у Србији записивало је ручно своје рецепте у свеске, док су училе како да воде домаћинство. Многе од тих рецепата преписале су од својих мајки, бака, или су им диктирале комшинице и пријатељице. Те свеске остале су као незванични историјски документи из којих се може сазнати шта се свакодневно кувало, а шта за празнике, којим намирницама су располагале и како су економисале. У своје свеске записивале су и рецепте за лечење појединих болести, справљање различитих козметичких препарата и слично.
Једна од таквих старих свесака припадала је Марији Влајић, рођеној Јовановић, из Крагујевца, ћерки тадашњег трговца и рентијера Игњата и домаћице Руже. Њени ручно исписани и детаљно објашњени рецепти настали су 1937. године. Свеска је насловљена као „Књижица за торте и колаче“, али се у њој могу наћи и рецепти у којима објашњава чему је служила говеђа бешика, кишница, или како направити импровизовано слатко без воћа.

## Врсте кувара
Куварске књиге које су служиле као основне кухињске референце, понекад познате и као „кухињске библије” почеле су да се појављују у раном модерном периоду. Оне су пружале не само рецепте, већ и општа упутства за куварску технику и управљање домаћинством. Такве књиге су писане првенствено за домаћице и повремено за кућну послугу, а не за професионалне куваре.
Ови кувари такође говоре о самим ауторима, али често откривају и друштвени, политички, еколошки или економског контекст времена у ком су настајале.
У западњачким куварима рецепти за главна јела обично су груписани према основном састојку, док су у јапанским куварима најчешће груписани према начину припреме хране (пржена јела, кувана на пари, храна са роштиља и слично). И једни и други имају као посебнеа поглавља рецепте за супе, слаткише и слично.

### Интернационални и национални кувари
Интернационални и национални кувари могу се сврстати у две категорије:
- Кувари који дају рецепте других култура новој публици уз детаљне описе намирница и техника кувања, дајући јелу историјску позадину и друштвени контекст. Овакви кувари често представљају неку врсту кулинарског путописа.
- Кувари у којима су рецепти одређене националне кухиње једноставно преведени на други језик, претпостављајући да је публици остало већ познато.

### Професионалне куварске књиге
Професионални кувари су намењени професионалцима и студентима кулинарства, а понекад се користе и као уџбеници у кулинарским школама. Такве књиге се не баве само рецептима и техникама, већ често и питањима услужних и кухињских послова. У таквим књигама рецепти се често баве знатно већим количинама хране од кувара намењених домаћинству. На пример, за неколико литара соса, припрему јела за велики број људи и слично. Књиге са рецептима за професионалце биле су познате још у средњем веку.

### Специјализовани кувари
Специјалиѕовани кувари су прилично чести и обично се баве одређеном намирницом, техником кувања, класом јела или циљном групом. Неки од таквих садрже:
- рецепте за припрему хране за децу
- рецепте за припрему јефтиних јела
- рецепти за одређену врсту јеле као што су кари, пица, сладолед и слично
- поједностављене рецепте одређених етничких група
- рецепте за поједине технике припреме хране, попут роштиља, печене хране, кувања у природи
- клониране рецепте – копиране комерцијалне рецепте када где су они оригинални пословна тајна.[48]

### Кувари локалних заједница
Кувари локалних заједница јединствени су жанр кулинарске литературе. Они се фокусирају на припрему хране у домаћинствима, често документујући регионалне, етничке, породичне и друштвене традиције, као и локалну историју. Таква је, на пример, Рашка куварица. Она на аутентичан начин бележи свакодневне обичаје везане за гастрономију на територији општине Рашка и у њој су заступљене све структуре жена ове општине: урбане и руралне домаћице, монахиње из манастира Градац и Kончул, локалне Ромкиње и припаднице заједнице Горанаца, као и једина жена угоститељка у овом крају.
Кувари локалних заједница су понекад креирани тако да понуде историјски контекст или чак одрже заједницу у тешким временима. Тако Историјски кувар америчких црнаца (The Historical Cookbook of the American Negro) из 1958. укључује рецепте који осветљавају историју црначког отпора, Филаделфијски народни кувар (People's Philadelphia Cookbook) из 1976. садржи рецепте чланова Партије Црних пантера, организације Уједињених радника на фарми и Савеза геј активиста из Филаделфије, док су књигу рецепата У кухињи сећања (In Memory's Kitchen) 40-их година саставиле Јеврејке, бивше затворенице у концентрационом логору Терезин у Чехословачкој, ослањјући се на своја сећања из времена проведеног у том логору.

### Књиге рецепата професионалних кувара
Куварске књиге такође могу документовати храну одређеног кувара или ресторана и често су повезане са кулинарским ТВ серијалима. Многи од ових кувара, посебно они које је написао популарни кувар или су повезане са неким популарним рестораном, прерастају у серијале који могу бити објављени током низа година. Књиге рецепата чувених кувара познате су још од античких времена.
Један пример је књига Два незасита Италијана пробају Италију, која прати кулинарски ТВ серијал две прослављене куварске и телевизијске звезде, Антонија Карлућа и Ђенара Конталда, који путују Италијом и трагају за природним лепотама, намирницама, мирисима и укусима свога завичаја.

## Збирке и колекционари
Неколико светских библиотека има обимне колекције куварских књига.
- Харвардска Шлезингерова библиотека о историји жена у Америци (Schlesinger Library on the History of Women in America) има колекцију од 20.000 кувара и других књига о храни, укључујући и најстарију америчку куварску књигу, као и личну колекцију и радове Џулије Чајлд.[57][58]
- Библиотека Универзитета у Њујорку чува збирку од преко 15.000 књига из области  хране и кулинарства.[59]
- Библиотека Универзитета у Лидсу има колекцију од преко 8.000 књига и 75 кулинарских рукописа чувених кувара.[60][61]

Неки појединци су познати по својим збиркама куварских књига или научном интересовању за њих. Елизабет Робинс Пенел (Elizabeth Robins Pennell), америчка критичарка која је живела и радила у Лондону крајем 19. века, једна је од првих аутора који су писали на ову тему, а недавно је названа „једном од најпознатијих колекционара кувара на свету”. Велики део њене колекције чува се у Одељењу за ретке књиге и посебне колекције у Конгресној библиотеци. Осим њене колекције ту се чува и хиљаде гастрономских књига које је донирала хемичарка Кетрин Битинг (Katherine Bitting). Ове колекције доступне су у дигитализованој верзији.

## Употреба термина ван кулинарства
Термин „кувар”, односно „куварица”, се понекад користи метафорички, када се односи на било коју књигу која садржи једноставан скуп испробаних и тестираних „рецепата“ или упутстава за одређену област или активност, детаљно представљених тако да корисници који нису нужно стручњаци у тој области могу да произведу задовољавајуће резултате. Неки од примера су Анархистички кувар, или серијал књига о компјутерском програмирању.